# Dodecastigma integrifolium
Dodecastigma integrifolium är en törelväxtart som först beskrevs av Joseph Lanjouw, och fick sitt nu gällande namn av Joseph Lanjouw och Noel Yvri Sandwith. Dodecastigma integrifolium ingår i släktet Dodecastigma och familjen törelväxter. Inga underarter finns listade i Catalogue of Life.